# Alessandro Circati
Alessandro Circati (Fidenza, 10 de octubre de 2003) es un futbolista italiano, nacionalizado australiano, que juega en la demarcación de defensa para el Parma Calcio 1913 de la Serie A.

## Selección nacional
Tras jugar en las categorías inferiores de la selección, finalmente hizo su debut con la selección de Australia el 17 de octubre de 2023 en un encuentro amistoso contra Nueva Zelanda que finalizó con un resultado de 2-0 a favor del combinado australiano tras los goles de Harry Souttar y Jackson Irvine.

## Clubes
| Club                 | País      | Año       | Partidos | Goles |
| -------------------- | --------- | --------- | -------- | ----- |
| Perth Glory FC Youth | Australia | 2019-2021 | 21       | 2     |
| Parma Calcio 1913    | Italia    | 2022-     | 61       | 1     |

## Palmarés

### Campeonatos nacionales
| Título  | Club         | País   | Año     |
| ------- | ------------ | ------ | ------- |
| Serie B | Parma Calcio | Italia | 2023-24 |